# Joseph Wirtz
Joseph Wirtz (* 5. Januar 1912 in Téterchen; † 12. September 1991 in Boulay-Moselle) war ein französischer Hammerwerfer.
Bei den Olympischen Spielen 1936 in Berlin kam er auf den 16. Platz, und bei den Leichtathletik-Europameisterschaften 1938 in Paris wurde er Fünfter.
Von 1937 bis 1939 wurde er dreimal in Folge Französischer Meister, zuletzt mit seiner persönlichen Bestleistung von 51,06 m.